# Savillan
Savillan (en italien Savigliano, en piémontais Savian ou Savijan) est une commune italienne de la province de Coni, dans la région Piémont. 
L'aéroport international de Coni est implanté dans la partie sud de son territoire et à une dizaine de kilomètres du centre-ville, au sud du village de Levaldigi qui est une frazione de Savillan.

## Géographie

### Hameaux (Frazioni)
Apparizione, Canavere, Levaldigi, S.Giacomo, S.Rosalia, Sanità, Solere, Suniglia

### Communes limitrophes
Cavallermaggiore, Cervere, Fossano, Genola, Lagnasco, Marene, Monasterolo di Savigliano, Scarnafigi, Verzuolo, Villafalletto, Vottignasco

## Histoire
Savillan est sous-préfecture du département français du Stura  (ou Sture) de 1802 à 1814. 
- monastère Saint-Dominique

## Économie
- Carrozzeria Fissore
- Carrozzeria Scioneri
- Società Nazionale Officine di Savigliano

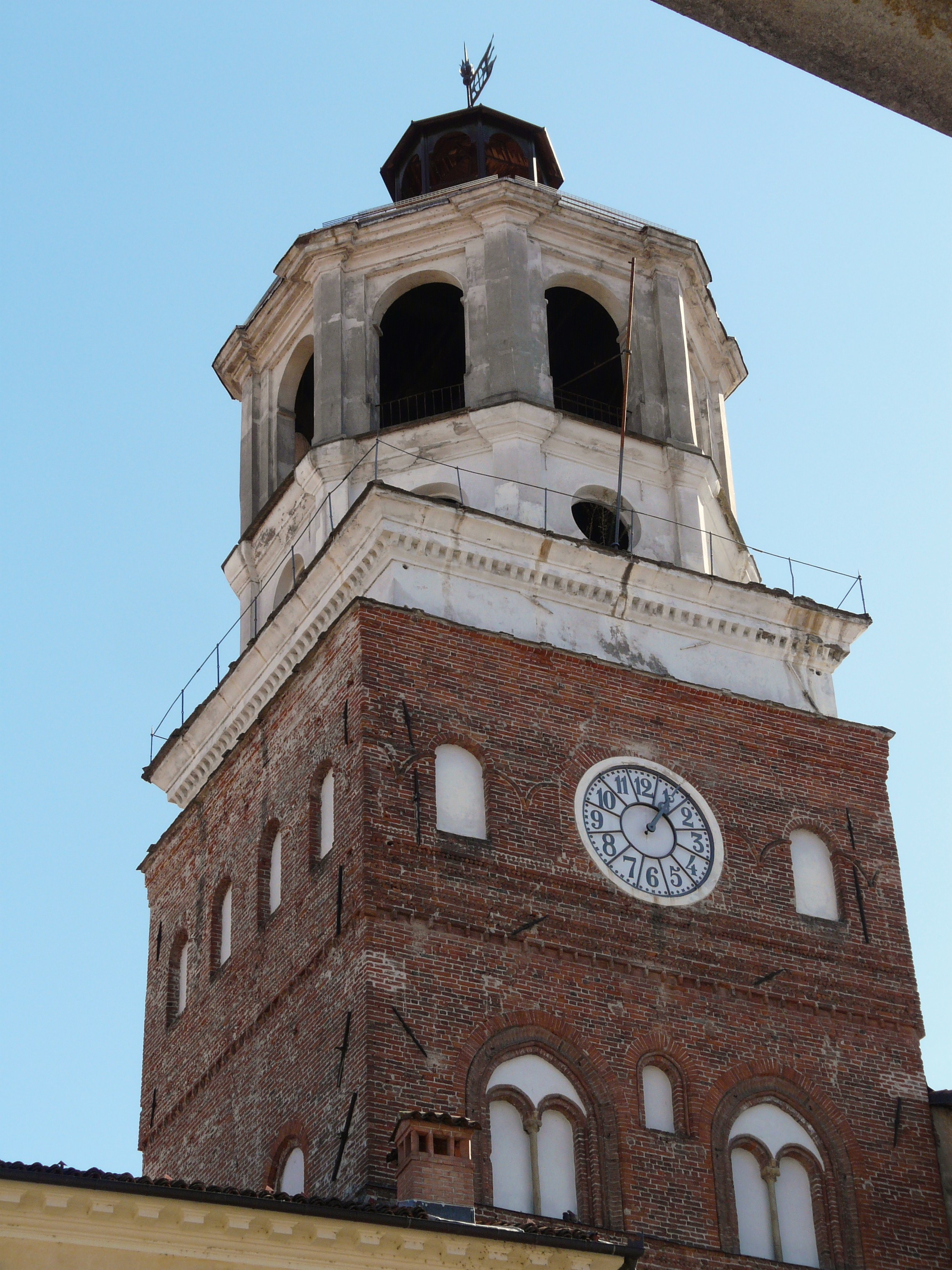
La Tour Civique.

## Culture
La ville de Savigliano présente la belle Piazza Santarosa, place dessinée au XIIe siècle et encadrée d'édifices médiévaux et Renaissance, parmi lesquels la Torre Civica (du XIIIe siècle), ainsi qu'un arc de triomphe érigé en 1560 en l'honneur de la maison de Savoie. La Via Sant'Andrea, qui serpente à travers le quartier aristocratique de la cité, est bordée par l'église baroque Sant'Andrea et, en face, par le Palazzo Taffini d'Acceglio (du XVIIe siècle) dont on peut admirer l'élégante cour d'honneur. Dans la rue latérale, la Via Gerusalemme, se dresse le Palazzo Muratori Cravetta, dans lequel s'associent harmonieusement peinture, sculpture et architecture. En retraversant la Piazza Santarosa, on atteint le Teatro Milanollo (du XIXe siècle) qui présente un intérieur élégant.

## Administration
| Période                                  | Période  | Identité          | Étiquette      | Qualité |
| ---------------------------------------- | -------- | ----------------- | -------------- | ------- |
| 2022                                     | En cours | Antonello Portera | projet citoyen |         |
| Les données manquantes sont à compléter. |          |                   |                |         |

## Jumelages
- Pýlos (Grèce) depuis 1962
- Mormanno (Italie) depuis 1989
- Villa María (Argentine) depuis 2000

## Personnalités nées à Savillan
- Anna calvachino (1842_ 1909) grand mère de victor cravero maire du pradet(france var) de 1953 à 1977.Antoine Pavoni (1325-1374), bienheureux dominicain
- Barthélemy Cerveri (1420-1466), bienheureux dominicain
- Aymon Taparelli  (1398-1495), bienheureux dominicain (né et mort à Savillan)
- Teresa Bertinotti-Radicati (1776-1854), soprano et professeur de chant
- Santorre di Santa Rosa (1783-1825), militaire et homme politique
- Pietro De Rossi di Santarosa (1805-1850), homme politique
- Luigi Nazari di Calabiana (1808-1893), archevêque
- Eugène Nyon (1812-1870), romancier français
- Teresa Milanollo (1827-1904), violoniste et compositrice
- Giovanni Schiaparelli (1835-1910), astronome et homme politique italien
- Joséphine Gabrielle Bonino (1843-1906), bienheureuse fondatrice des Sœurs de la Sainte Famille
- Michele Mazzucato (1962- ), astronome
- Fabrizio Ambrassa (1969- ), entraîneur italien de basket-ball
- Elisa Desco (1982- ), athlète spécialiste de skyrunning
- Luca Filippi (1985- ), pilote automobile
- Elisa Sednaoui (1987- ), mannequin et actrice italo-égyptienne
- Jacopo Mosca (1993- ), coureur cycliste
- Edoardo Picco (1994- ), joueur de volley-ball
- Erica Musso (1994- ), nageuse
- Diego Germini (1995-), dit Izi, rappeur
- Adam Boufandar (2006-), footballeur italo-marocain

## Honneur
L'astéroïde (216345) Savigliano est nommé en son honneur.